# Armand Gaspard
Pour les articles homonymes, voir Gaspard.
Vous pouvez aider à l'améliorer ou bien discuter des problèmes sur sa page de discussion.
- Il ne cite pas suffisamment ses sources. Vous pouvez indiquer les passages à sourcer avec {{référence nécessaire}} ou {{Référence souhaitée}}, et inclure les références utiles en les liant aux notes de bas de page. (Marqué depuis mai 2025)
- Son contenu est rédigé entièrement ou presque à partir d'une seule source. N'hésitez pas à modifier cet article pour améliorer sa vérifiabilité en apportant de nouvelles références dans des notes de bas de page. (Marqué depuis mai 2025)

- Archive Wikiwix
- Bing
- Cairn
- DuckDuckGo
- E. Universalis
- Gallica
- Google
- G. Books
- G. News
- G. Scholar
- Persée
- Qwant
- (zh) Baidu
- (ru) Yandex
- (wd) trouver des œuvres sur Wikidata

Armand Gaspard, né le 23 janvier 1924 à Montreux (Suisse) et mort le 4 juin 2011 à Genève (Suisse), est un journaliste suisse d’origine arménienne. Armand Gaspard est le pseudonyme d’Armen Gasparian.

## Biographie
Armand Gaspard est un journaliste suisse d’origine arménienne, auteur de livres et grands reportages sur les Balkans, le Caucase ou encore l’Asie mineure.
Rédacteur et chargé de missions pour l’International Press Institute (Zurich) pendant 17 ans, de 1975 à 1989 il est attaché de presse à l’Université de Genève.
- 1946, après une licence en droit à l’Université de Genève, il commence une carrière de journaliste, de la Gazette de Genève au Journal de Genève.
- 1948-1951 : Correspondant dans les Balkans, basé à Athènes.
- 1951-1975 : Chargé de recherches à l’International Institute de Zurich.
- 1975-1989 : Attaché de presse à l’Université de Genève.
- Depuis 1990, correspondant en Suisse pour Haratch, France-Arménie et membre de la rédaction d'Artzakank, journal de la communauté arménienne de Suisse.